# Ormiscodes marginella
Ormiscodes marginella är en fjärilsart som beskrevs av Walker 1865. Ormiscodes marginella ingår i släktet Ormiscodes och familjen påfågelsspinnare. Inga underarter finns listade i Catalogue of Life.